# Стужица (Закарпатская область)
Сту́жица (укр. Стужиця) — село в Ставненской сельской общине Ужгородского района Закарпатской области Украины.
Население по переписи 2001 года составляло 1002 человека. Почтовый индекс — 89010. Телефонный код — 03135. Занимает площадь 65,575 км². Код КОАТУУ — 2120886001.